# 마계탑사 사가
《마계탑사 사가》는 일본 게임 개발사 스퀘어가 제작한 게임보이용 롤플레잉 비디오 게임이다. 《사가》 시리즈의 첫 번째 작품이자 게임보이로 출시된 최초의 롤플레잉 게임이다. 북미 지역에선 홍보상의 이유로 《파이널 판타지》 시리즈와 연관시켜 《더 파이널 판타지 레전드》라는 제목으로 발매했다.
《마계탑사 사가》는 《파이널 판타지 II》와 유사한 턴제 시스템을 사용한다. 게임 내 캐릭터들은 적들과의 전투에서 하는 행동을 통해 무기, 장갑과 기술을 강화할 수 있다. 게임 내 이야기는 천국으로 향한다고 전해지는 탑을 오르는 네 명의 영웅을 주인공으로 전개된다.
《마계탑사 사가》는 호시노 노부유키가 제안하고 카와즈 아키토시가 디렉터를 맡아 제작됐다. 음악은 우에마츠 노부오가 담당했다. 게임보이판은 일본 내에서 137만 장의 판매량을 기록해 상업적 성공을 거뒀으며, 게임 자체에 대한 평가는 복합적이었으나 이후 독특한 게임 시스템이 《포켓몬스터》같은 작품들에게 영향을 끼쳤다고 거론된다.
2002년에는 원더스완 컬러 이식판이 발매됐으며, 2007년과 2008년에는 일본 휴대 전화 모델로 이식됐다. 2020년에는 닌텐도 스위치로 발매된 《더 사가 컬렉션》에 게임보이용 후속작들 《사가 2: 비보전설》, 《사가 3: 시공의 패자》와 함께 수록됐다.

## 게임플레이
《마계탑사 사가》에서 플레이어는 최대 4명으로 구성된 파티를 조종한다. 게임 대부분은 마을, 성, 동굴 등 실내에서 진행되며, 오버월드상에서 장소를 골라 모험하는 방식으로 플레이한다.

## 참조

### 내용주
1. ↑  일본어: 魔界塔士 サガ
2. ↑  영어: The Final Fantasy Legend